# Aunay-sous-Crécy
Aunay-sous-Crécy är en kommun i departementet Eure-et-Loir i regionen Centre-Val de Loire strax norr om centrala Frankrike. Kommunen ligger i kantonen Dreux-Sud som tillhör arrondissementet Dreux. År 2022 hade Aunay-sous-Crécy 659 invånare.

## Befolkningsutveckling
Antalet invånare i kommunen Aunay-sous-Crécy
Referens:INSEE